# Richard Arnold
Richard Robert Arnold (Cheverly, 26 novembre 1963) è un astronauta e insegnante statunitense.
Ha volato sullo Space Shuttle "Discovery" nella missione STS-119, iniziata il 15 marzo 2009, che portò gli ultimi componenti dei pannelli solari sulla Stazione spaziale internazionale.
È cresciuto a Bowie, Maryland ed è sposato con Eloise Miller Arnold, anch'essa nata a Bowie. Hanno due figlie.

## Istruzione
- B.S., Accounting, Frostburg State University, Maryland, 1985.
  - Membro della confraternita Delta Beta Chi.
- Ha completato il programma di certificazione di insegnante alla Frostburg State University, Maryland, nel 1988.
- M.S., Marine, Estuarine, & Environmental Sciences, University of Maryland, 1992.

## Organizzazioni
- National Science Teachers Association
- International Technology Education Association
- National Council of Teachers of Mathematics.

## Carriera
Ha iniziato a lavorare presso la Accademia Navale degli Stati Uniti d'America nel 1987 come Tecnico Oceanografico. Dopo il completamento del programma per la certificazione come istruttore, accettò il ruolo di insegnante scientifico alla John Hanson Middle School a Waldorf, Maryland. Durante questa occupazione, completò il Master mentre svolgeva ricerche sulla biostratografia presso lo Horn Point Environmental Laboratory a Cambridge, Maryland. subito dopo la immatricolazione, Arnold trascorse un altro anno lavorando nel campo della Scienza Marina, con periodi al Cape Cod National Seashore ed a bordo di una nave scuola oceanografica a vela di stanza a Woods Hole, Massachusetts. Nel 1993 Arnold è stato assunto alla Casablanca American School a Casablanca, Marocco, come insegnante di Scienze Biologiche e di Ambienti Marini per i corsi di preparazione ai college. Durante questo periodo, iniziò a presentare workshops in diverse conferenze internazionali dedicate alle metodologie sugli insegnamenti scientifici. Nel 1996, si trasferì con la famiglia a Riyadh, Saudi Arabia, dove lavorò presso la American International School insegnante di Scienze di scuola media e superiore. Nel 2001, Arnold fu assunto dalla International Schools Services per insegnare matematica e scienze presso la Scuola Internazionale di Kuala Kencana gestita dalla PT Freeport Indonesia nella Nuova Guinea Occidentale, Indonesia. Nel 2003, accettò una posizione di insegnante simile presso la American International School of Bucharest a Bucarest, Romania.
È stato ospite d'onore alla cerimonia conclusiva dell'anno scolastico 2009 della Bowie High School, dove fece il discorso di apertura.

## Carriera NASA

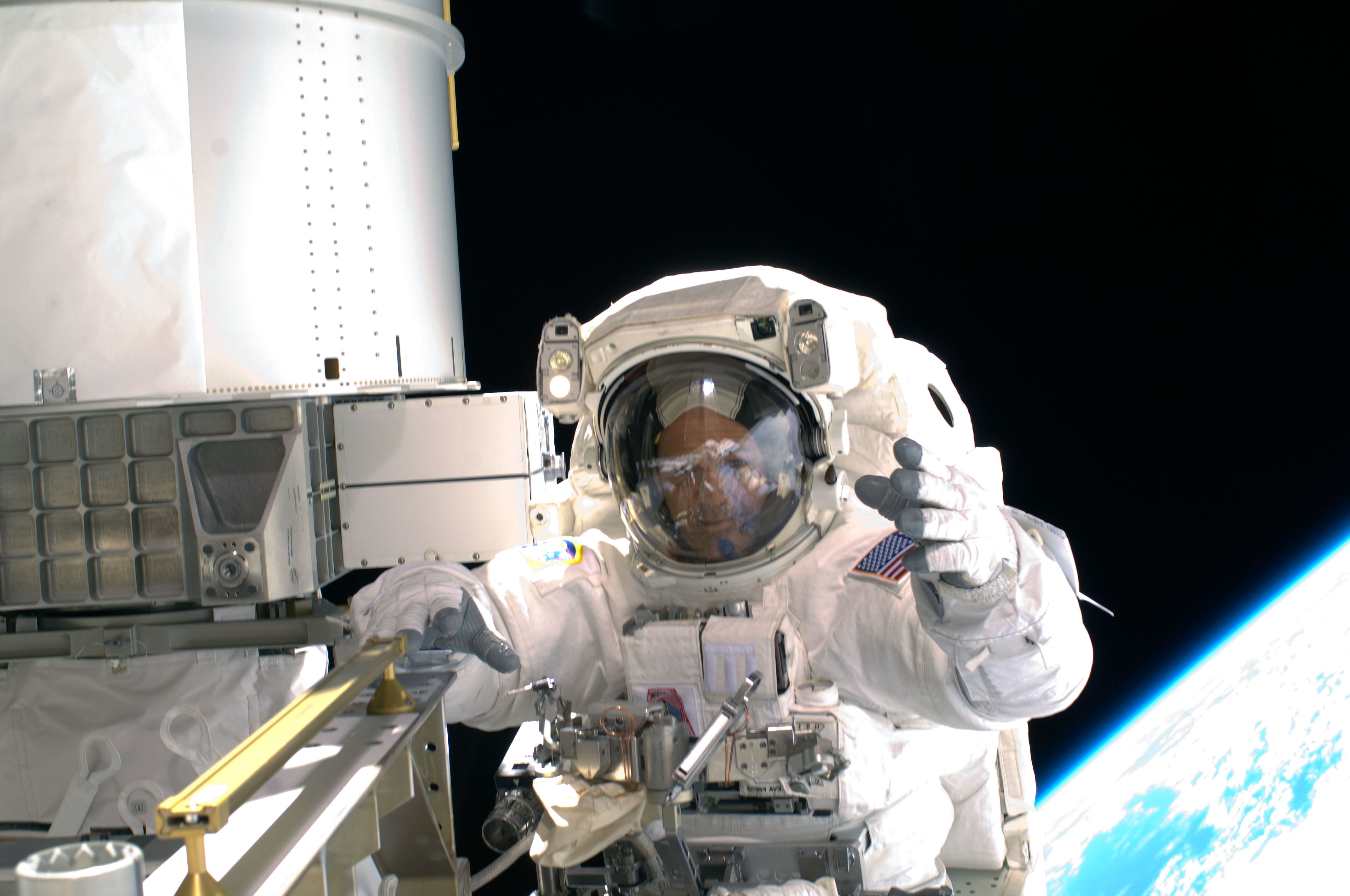
STS-119 - Lo specialista di missione "Ricky" Arnold durante la sua prima passeggiata nello spazio.

È stato selezionato dalla NASA come Specialista di Missione ed Istruttore nel maggio 2004. Nel febbraio 2006 completò l'Astronaut Candidate Training che includeva colloqui tecnici e scientifici, corsi intensivi sui sistemi dello Shuttle e della Stazione Spaziale Internazionale, addestramento fisiologico, addestramento al volo su T-38, e corso di sopravvivenza in acqua e regioni selvagge. Al termine dell'addestramento, Arnold fu assegnato all'Hardware Integration Team del gruppo della Stazione Spaziale che lavorava sugli aspetti tecnici dell'hardware della JAXA hardware. Ha avuto diversi incarichi tecnici fino a che fu assegnato al volo spaziale STS-119. Durante la missione, Arnlod ha effettuato due attività extra-veicolari.
Partecipò come acquanauta nel progetto NEEMO 13 nell'Agosto 2007, una missione di ricerca esplorativa che si svolse nell'Aquarius, l'unico laboratorio di ricerca sottomarino al mondo. Il 19 settembre 2011 la NASA ha annunciato che Richard Arnold parteciperà alla missione NEEMO 15 con il sommergibile DeepWorker. Il DeepWorker è un piccolo sottomarino, impiegato come simulatore di un veicolo per l'esplorazione spaziale, che un giorno potrebbe essere usato per esplorare la superfici di un asteroide.

### Expedition 55/56
Arnold è stato assegnato alla sua seconda missione spaziale sulla ISS durante le Expedition 55/56 con i colleghi Oleg Artem'ev e Andrew Feustel, il cui lancio è previsto per marzo 2018 a bordo della Sojuz MS-08.